# مقدم (منطق)
مقدم بخش نخست یک گزارهٔ منطقی است. برای نمونه در عبارت «اگر الف ب باشد آنگاه ج د است»، «الف ب است» مقدم این گزارهٔ شرطی نامیده می‌شود.
با وجود اینکه مقدم جزء نخست قضیهٔ شرطی تعریف می‌شود، اما باید توجه داشت که این تعریف به این معنا نیست که مقدم حتماً در ابتدای جمله می‌آید. برای نمونه در جملهٔ «توانا بود هر که دانا بود» با اینکه «توانا بود» در ابتدا آمده است، ولی با توجه به معنای جمله، دانایی پیش‌شرط توانایی است و مقدم محسوب می‌شود.
در قضایای شرطی متصل، مقدم، یعنی جمله‌ای که با اگر شروع می‌شود، همواره مستلزم تالی و تالی تابع مقدم است.

### کتابشناسی
- عالمی، روح‌الله (۱۳۹۳). منطق. شرکت چاپ و نشر کتاب‌های درسی ایران.